# SN 2010ix
SN 2010ix – supernowa typu Ia odkryta 16 października 2010 roku w galaktyce PGC0003583. W momencie odkrycia miała maksymalną jasność 18,00m.